# 清・ジュンガル戦争
清・ジュンガル戦争 （しん・ジュンガルせんそう、英語: Qing - Dzungar War）は、清とジュンガルの間で三次にわたり行われた戦争（1687年 - 1759年）。清・中国側からはジュンガルの役（ジュンガルのえき、中国語: 準噶爾之役/準噶爾役）やジュンガル平定（ジュンガルへいてい、中国語: 平定準噶爾/平定準部）と呼ばれる。

## 第一次

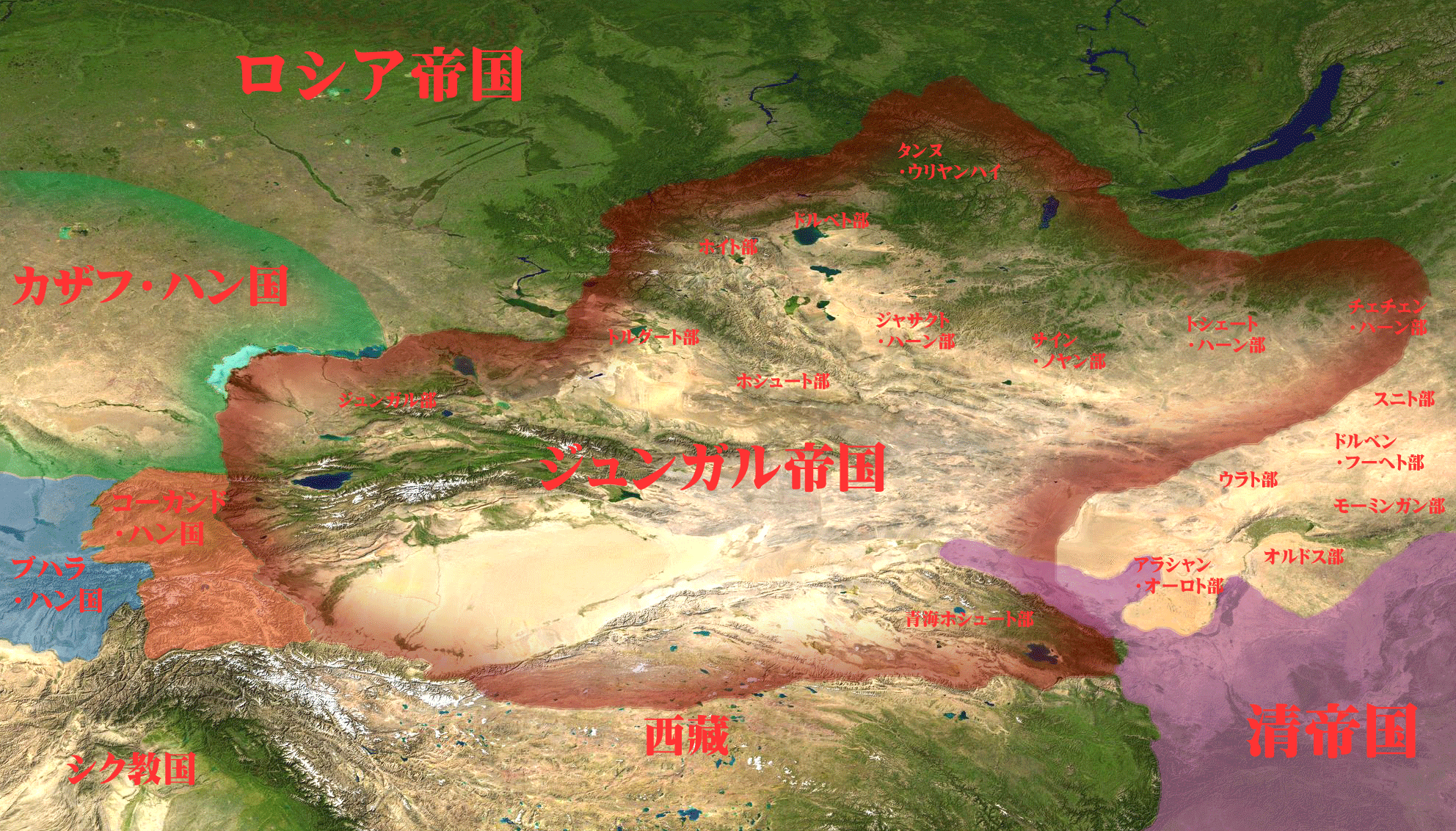
ガルダンのハルハ侵入時におけるジュンガルの版図。

1686年、ハルハの左右翼で属民の返還をめぐって起きた内紛を解決するため、清の康熙帝はダライ・ラマ5世の名代ガンデン大僧院座主の立会いのもと、トシェート・ハーンとジャサクト・ハーンを招集して会盟を開いた。ところが、トシェート・ハーンが属民の半分しか返還しなかったため、1687年にジャサクト・ハーンのチェングン（成袞）はオイラトのジュンガル部長ガルダン・ハーンに援助を求めようとジュンガル部へ向かった。これを知ったトシェート・ハーンはチェングンを追跡して殺し、ついでにジュンガルと交戦してガルダンの弟も殺した。
1688年、ガルダンは東モンゴリア（外モンゴル）のハルハ部に侵攻を開始する。ハルハ部の内紛に乗じてガルダンの弟を殺したハルハ左翼部のトシェート・ハーンを討つべく、モンゴル高原に侵攻した。ガルダンは迎え撃つトシェート・ハーンを破り、仏教寺院エルデニ・ジョーと左翼のチェチェン・ハーンを攻撃、その地を略奪した。トシェート・ハーンと弟のジェブツンダンバ・ホトクト1世は南の内モンゴルへ逃れ、清の康熙帝に庇護を求めた。ガルダンは2人の引き渡しを要求したが、清が応じなかったため、遂に清と衝突することとなった。
ガルダンは南へ進軍中の1690年9月、北京北方300キロのウラーン・ブトン（ウラン・ブトン、ウランプトゥン、遼寧省赤峰市）で清軍と衝突する（ウラーン・ブトンの戦い）。ジュンガル軍はロシア製の大砲を装備していたが決着がつかず、ガルダンは漠北へ退いた。
1693年、クムルのダルハン・ベク、アブド・アッラーらはジュンガルの搾取を嫌い、清に接近した。
またハルハ部のトシェート・ハーンらが康熙帝に臣従を誓ったため、モンゴル族すべてが清の支配下に入ることとなり、ハルハ部の故地を奪還するという大義名分を得た康熙帝は1696年、ジュンガル親征を開始し、ガルダンをジョーン・モド（チャオモード、昭莫多）で破った（ジョーン・モドの戦い）。敗走したガルダンは1697年4月4日にアルタイ山脈北のコプトで病死した。ガルダンの息子タンチラはクムルに亡命したがアブド・アッラーによって捕らえられ、清に渡され、翌年クムル地区は清の版図となった。

## 第二次
ガルダンの死後、ツェワンラブタンが後を継いだ。
その後、清朝とは一時的に友好的な関係であったが、1715年にクムル・トルファンで衝突が起こって以降、戦争状態となった。
1718年9月、清はジュンガルに対抗するべく第1次派遣軍を出したが壊滅した（サルウィン川の戦い）。
1720年、康熙帝は第2次派遣軍を、青海・四川からチベットに進軍させ、ジュンガル軍を破り、ダライ・ラマ7世を擁立する。同年、さらに富康安と傅爾丹（フルダン）の二人の将軍に命じてトルファン侵攻を開始する。当時ツェワンラブタンはロシアとの紛争に忙しく、東部の防衛はおろそかになっていた。清軍は翌年までにピチャン、チャルクリク、トルファン城を攻め落とし、1722年にはトルファンに屯田を開き、1723年には吐魯番漢城を築く。1722年には康熙帝は病死している。
1725年、清とジュンガルは講和し、清軍はバリクルより撤退した。このとき、トルファンのウイグル人はジュンガルを恐れて清への移住を申し出て、清に受け入れられ、粛州衛に移住した。
だが、ツェワンラブタンの子であるガルダンツェリンは1731年に漠北のモンゴル高原に侵入し、ホブド（科布多）の西で清軍を破り（ホトン湖の戦い）、ハルハ各部に侵攻している。
1739年、ジュンガルおよびオイラト各部はハルハ部との間で境界を画定し、お互いアルタイ山脈を越えないことを約束した。

## 第三次

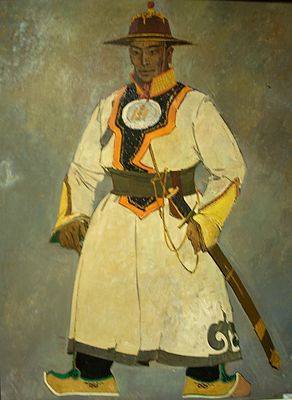
アムルサナー

1745年、ガルダンツェリンが亡くなると、ジュンガル部およびオイラト部族連合はたちまち分裂状態となった。1750年に息子のラマダルジャーが継いだが、庶出の異母兄に幽閉され、1752年にはホイト部長のアムルサナーによってバートル・ホンタイジの玄孫であるダワチが擁立された。翌1753年からドルベト部などが清に投降するようになり、1754年にはダワチと不和になったアムルサナーまでも清に投降した。
1755年、清の乾隆帝はこの機に乗じてモンゴル軍と満州軍を動員した大軍をジュンガルに進軍させ、わずか100日でタリム盆地に逃げ込んだダワチを捕獲し、ジュンガル帝国を滅ぼした。清朝は四オイラトにちなんで帰属したオイラトの人々を四部に分け、各部にハーンを置き、アムルサナーは四ハーンの一人となった。
しかし、1757年、アムルサナーがこれに不満を抱いてホンタイジと称し、鉄の菊印璽を勝手に使用して清朝に叛き、独立を宣言した。同年2月、乾隆帝はオイラトの掃滅（絶滅）命令を発した。アムルサナーは清軍の追撃を受けてカザフの中ジュズに逃げ込んだが、ザイサン湖に到着した時、天然痘を発病し、トボリスクで死んだ。
清軍は反乱に断固とした態度をとり、非戦闘員も全て捕獲、男性は殺害、婦女子はハルハ部に与えられた。ジュンガルの残党はしばしば清軍を襲撃する抵抗などしたが、それを掃討する清軍によって持ち込まれた天然痘により、オイラトの人口が激減し、特にジュンガルの人々はほぼ全滅した。虐殺、疫病により数十万の人々が死亡したと言われている。
1759年、清はジュンガルを平定し、ジュンガル旧領の天山山脈北部を接収した。
その後、1762年、天山山脈北部にイリ将軍府を設置し、旗人による軍政を敷き、ウイグル族の住む地域と合わせ、「新しい土地」を意味するイチェ・ジェチェン（ice jecen、新疆）と呼んだ。